# بوئین اوزین قجق
بوئین اوزین قجق ، روستایی است از توابع بخش مرکزی شهرستان گنبد کاووس در استان گلستان ایران.

## جمعیت
این روستا در دهستان آق‌آباد قرار داشته و براساس سرشماری سال ۱۳۸۵جمعیت آن ۶۲۰نفر (۱۰۲خانوار) بوده است.